# Belle (chanson)
Pour les articles homonymes, voir Belle.
Belle est une œuvre musicale faisant partie de la comédie Notre-Dame de Paris et interprétée par Garou, Daniel Lavoie et Patrick Fiori. Disponible en simple en 1998, elle a eu un succès fracassant notamment en France et en Belgique, se maintenant en tête des ventes durant plusieurs mois.

## Composition
Tout comme les autres pièces de la comédie musicale, le texte de Belle est écrit par Luc Plamondon, auteur des paroles de Starmania. La musique est composée par Richard Cocciante, qui crée aussi les arrangements avec Jannick Top et Serge Perathoner.
Belle est une chanson romantique dans laquelle les trois chanteurs, incarnant respectivement Quasimodo (Garou), Frollo (Daniel Lavoie) ainsi que Phœbus (Patrick Fiori), clament successivement leur amour pour Esméralda, avant d'entonner ensemble le refrain.
Le thème de l'œuvre est tiré du roman Notre-Dame de Paris de Victor Hugo. Au cours du chapitre VI du livre 8, intitulé « Trois cœurs d'homme faits différemment », les trois personnages regardent Esméralda, condamnée à mort. Phœbus, qui est avec sa fiancée Fleur-de-Lys (Julie Zenatti), pâlit mais demeure à ses côtés. Frollo lui offre le salut à condition qu'elle devienne sa femme. Finalement, c'est Quasimodo qui sauve Esméralda.
Il existe une version anglaise de la chanson, interprétée par Steve Balsamo, Garou et Daniel Lavoie. L’œuvre a aussi été traduite entre autres en russe, en italien et en espagnol.
Francky Vincent en a réalisé une version zouk, accompagné par Thierry Cham et Jacques d'Arbaud. Une version en Créole Haïtien existe également. Elle est écrite par Evens Jean qui l'interprète accompagnée de Joe Doré et Gilbert Bailly.
En avril 2021, Gims, Slimane et Dadju reprennent le titre dans un clip montrant un monde futuriste.

## Popularité

### En France
Durant 60 semaines, la chanson est dans le classement des 100 meilleures ventes de simples du SNEP, ce qui la positionne au deuxième rang des simples ayant été le plus longtemps dans le classement après U-turn (Lili), d'AaRON, pour 61 semaines. Elle se positionne au premier rang des simples ayant été le plus longtemps dans le top 50 du classement, avec 49 semaines. À la 18e semaine, elle atteint la première position du classement et devient le premier trio à le faire. Elle restera 18 semaines en première position, un record seulement battu en 2000 par Mambo No. 5, avec 20 semaines.   
En 1999, Belle est nommée chanson de l'année aux Victoires de la musique.
Belle est le simple le mieux vendu de la décennie 1990 et le troisième mieux vendu de tous les temps en France, avec 2 500 000 exemplaires,.

### En Belgique
En Belgique, Belle est au premier rang du classement Ultratop durant 6 semaines et demeurera dans le top 10 durant 30 semaines consécutives. Elle sort du classement (top 40) après 44 semaines. C'est le simple le plus vendu de l'année en 1998 et le plus vendu depuis 1995, soit depuis plus de vingt ans.

## Classements et certifications

### Classements
| Classement (1998)                       | Meilleure position |
| --------------------------------------- | ------------------ |
| Belgique (Wallonie Ultratop 50 Singles) | 1                  |
| France (SNEP)                           | 1                  |

| Classement (1998)   | Position |
| ------------------- | -------- |
| Belgique (Wallonie) | 1        |
| France              | 1        |

### Certifications
| Région                                                                                                 | Certification | Ventes/Streams |
| --- | ------------- | -------------- |
| France (SNEP)                                                                                          | Diamant       |                |
| *Ventes selon la certification ^Mise en rayon selon la certification xNon précisé par la certification |               |                |